# Маккалин
Маккаллин (англ. Maccallin, Malcallan, Maolcalain; умер в 978) — аббат монастыря Вольсор, святой (день памяти — 21 января).
Святой Маккаллин был ирландцем, который совершил паломничество к мощам святого Фурсея в Перонне во время нашествия викингов. Он поступил в монастырь в Горзе. Позже он стал отшельником.
Маккалину были даны земли, на которых он основал монастырь святого Михаила в Тьераше, в котором стал настоятелем.
Вскоре после этого он основал второй монастырь в Вольсоре (Waulsort, «Valciodorum») неподалёку от Динана (Бельгия), на реке Мёза, во главе которого он поставил святого Кадро (Cadroe, память 6 марта). В 946 году король Германии Оттон I Великий издал устав, в котором говорится, что монастырь Вольсор должен находится под управлением настоятеля-ирландца до тех пор, покуда они будут присутствовать в братстве.